# Mojones Norte
Mojones Norte es una localidad y centro rural de población con junta de gobierno de 2ª categoría del distrito Mojones del departamento Villaguay, en la provincia de Entre Ríos, República Argentina. Se encuentra a la vera de la Ruta Provincial 6, la cual es su principal vía de comunicación vinculándola al norte La Paz y al sur con Paso de la Laguna. Hacia el sur discurre el arroyo Mojones, mientras que hacia el este se encuentra delimitada por el río Gualeguay.
La población de la localidad, es decir sin considerar el área rural, era de 212 personas en 2001 y no fue considerada localidad en el censo de 1991. La población de la jurisdicción de la junta de gobierno era de 1202 habitantes en 2001.
El distrito presenta suelos yesosos, con aguas sulfatadas cálcicas. Cuenta con un establecimiento educativo de nivel secundario.
La junta de gobierno fue creada por decreto 2720/1984 MGJE del 30 de julio de 1984 y sus límites jurisdiccionales fueron establecidos por decreto 1908/2002 MGJ del 20 de mayo de 2002. Fue elevada a la 2ª categoría por decreto 1692/2014 MGJ del 12 de junio de 2014.